# The Baboon Show
The Baboon Show és un grup suec de música punk rock fundat el 2003 a Estocolm i conegut pels seus potents directes. El nom del grup fa referència al govern suec que actua, als ulls de la banda, com una horda de babuïns salvatges.

## Trajectòria
Amb la publicació d'un EP de sis cançons el 2004, el grup començar a fer gires per tota Suècia i es van guanyar la reputació de tenir un dels millors directes del país. Poc després, van signar amb el segell independent National i van treure els seus tres primers àlbums en un període d'un any i set mesos, aconseguint sonar a les ràdios i les televisions sueques. Van seguir girant i aviat se'ls va presentar l'oportunitat de propagar la seva música a l'estranger.
L'any 2020, The Baboon Show va presentar en streaming Box Of Rocks, una caixa de tres vinils amb els seus primers tres àlbums, Don’t Don’t Don’t, Pep Talk i Betsy’s Revenge, que es trobaven descatalogats.
El 2022 van presentar el senzill «Made up my mind» com avançament del seu desè àlbum d'estudi God Bless You All, una cançó hard rock sobre el fet que mai no és tard per a rectificar sobre allò que està bé i allò que no. L'àlbum consta de dotze cançons produïdes pel propi grup i Johan Gustafsson, el baixista The Hives.
El 2023, The Baboon Show va anunciar que el guitarra i membre fundador, Håkan Sörle, deixava el grup per centrar-se en el seu altre grup, Mando Diao, i que Simon Dahlberg s'incorporava com a nou guitarra.

## Estil musical
The Baboon Show interpreta una combinació de punk del 77, rock de garatge i power-pop. Les seves influències principals són X-Ray Spex, Blondie, The Ramones, Buzzcocks, AC/DC, The Toy Dolls i Dead Kennedys. Les seves cançons són generalment breus, directes i amb molt de ganxo. L'estil de la banda es caracteritza per la veu rogallosa de Cecilia Boström i el so dur, purista, de vegades gairebé metàl·lic, de la guitarra. Les lletres del grup tracten sovint qüestions polítiques i socials, en què analitzen qüestions com l'explotació laboral, la crítica a l'imperialisme i la rebel·lió contra l'autoritarisme des d'una perspectiva socialista.

## Membres

### Actuals
- Cecilia Boström: veu (2003-present)
- Niclas Svensson: bateria (2003-present)
- Frida Ståhl: baix (2013-present)
- Simon Dahlberg: guitarra (2023-present)

### Anteriors
- Håkan Sörle: guitarra (2003-2023)
- Lisa Bünger: baix (2010-2013)
- Helen Lindberg: baix (2003-2010)

## Discografia

### Àlbums
- 2005: Don't Don't Don't (National)
- 2006: Pep Talk (National)
- 2007: Betsy’s Revenge (National)
- 2010: Punk Rock Harbour (National/Kidnap Music/Cargo Records)
- 2013: People’s Republic Of The Baboon Show Formerly Known As Sweden (National/Kidnap Music/Cargo Records)
- 2014: Damnation (National/Kidnap Music/Cargo Records)
- 2015: Havana Sessions (Cargo Records, Downloadcode)
- 2016: The World is Bigger Than You (National/Kidnap Music/Cargo Records)
- 2018: Radio Rebelde (National/Kidnap Music/Cargo Records)[11]
- 2023: God Bless You All

### EP i senzills
- 2004: This is It!! (EP, Eigenproduktion; reeditat el 2019 per Filferro Records)
- 2005: Boredom, Boredom Go Away (National)
- 2005: It’s a Sin! (National)
- 2007: Faster Faster Harder Harder (National)
- 2008: They Feed Me Lies (National)
- 2008: Money Money Money (National) (ABBA)
- 2009: Mah Business (amb Ken Ring & Catti Brandelius aka Miss Universum, National)
- 2009: There Is a Light That Never Goes Out (National)
- 2010: This Is How Your Story Ends (National)
- 2012: Dancehall Killers (National)
- 2013: What A Feeling (Ghost Highway Recordings)
- 2016: Jugando con fuego (Filferro Records)
- 2020: I Never Say Goodnight (EP, Kidnap Music/Cargo Records)[12]
- 2022: Oddball (Cargo Records/Kidnap Music/HFMN/Filferro Records)
- 2025: Forward In Reverse (EP)[13]

### Compilacions
- 2009: The Best of the Baboon Show (National)
- 2014: The early years - 2005-2009 (Cargo Records, Downloadcode)
- 2020: Box Of Rocks (2005-2007)